# Eerste divisie 1963/64
Het seizoen 1963/64 van de Nederlandse Eerste divisie had Sittardia als kampioen. De club uit Sittard promoveerde daarmee samen met Telstar naar de Eredivisie.

## Eerste divisie

### Deelnemende teams
| Club            | Plaats           | Accommodatie           | Capaciteit | Trainer            |
| --------------- | ---------------- | ---------------------- | ---------- | ------------------ |
| BVV             | 's-Hertogenbosch | De Vliert              | 25.000     | Piet Schuijt       |
| DHC             | Delft            | Brasserskade           | 18.000     | Rinus Loof         |
| De Volewijckers | Amsterdam        | Buiksloterbanne        | 12.500     | Jan van Asten      |
| Eindhoven       | Eindhoven        | Aalsterweg             | 27.000     | Jacques de Wit     |
| Elinkwijk       | Utrecht          | Amsterdamsestraatweg   | 13.000     | Joop de Busser     |
| Enschedese Boys | Enschede         | Heekpark               | 25.000     | Jovan Jovanović    |
| Excelsior       | Rotterdam        | Woudestein             | 11.000     | Rinus Smits        |
| Fortuna         | Vlaardingen      | Floreslaan             | 12.000     | Rinus Gosens       |
| RBC             | Roosendaal       | De Luiten              | 5.900      | Rinus Gillisse     |
| SHS             | Den Haag         | Houtrust               | 25.000     | Denis Neville      |
| Sittardia       | Sittard          | Sittardia-terrein      | 17.000     | Frans Debruijn     |
| Telstar         | Velsen-IJmuiden  | Schoonenberg           | 18.000     | Toon van den Enden |
| Veendam         | Veendam          | De Langeleegte         | 13.000     | Otto Bonsema       |
| Velox           | Utrecht          | Koningsweg             | 6.750      | Daan van Beek      |
| VVV             | Venlo            | De Kraal               | 17.500     | Fritz Kleinheuer   |
| Willem II       | Tilburg          | Gemeentelijk Sportpark | 20.000     | Jaap van der Leck  |

### Eindstand
| pos | club            | gs | w  | g  | v  | pnt | dv | dt | ds  |
| --- | --------------- | -- | -- | -- | -- | --- | -- | -- | --- |
| 1.  | Sittardia       | 30 | 20 | 4  | 6  | 44  | 72 | 31 | 41  |
| 2.  | Telstar         | 30 | 16 | 7  | 7  | 39  | 44 | 24 | 20  |
| 3.  | SHS             | 30 | 16 | 6  | 8  | 38  | 58 | 42 | 16  |
| 4.  | Eindhoven       | 30 | 16 | 4  | 10 | 36  | 62 | 42 | 20  |
| 5.  | Velox           | 30 | 13 | 10 | 7  | 36  | 49 | 42 | 7   |
| 6.  | De Volewijckers | 30 | 14 | 7  | 9  | 35  | 54 | 41 | 13  |
| 7.  | Elinkwijk       | 30 | 13 | 8  | 9  | 34  | 60 | 52 | 8   |
| 8.  | DHC             | 30 | 11 | 11 | 8  | 33  | 51 | 51 | 0   |
| 9.  | Excelsior       | 30 | 11 | 10 | 9  | 32  | 48 | 51 | -3  |
| 10. | Willem II       | 30 | 13 | 5  | 12 | 31  | 72 | 55 | 17  |
| 11. | RBC             | 30 | 8  | 10 | 12 | 26  | 41 | 38 | 3   |
| 12. | Veendam         | 30 | 10 | 6  | 14 | 26  | 47 | 59 | -12 |
| 13. | Enschedese Boys | 30 | 9  | 5  | 16 | 23  | 59 | 77 | -18 |
| 14. | VVV             | 30 | 7  | 9  | 14 | 23  | 38 | 66 | -28 |
| 15. | Fortuna         | 30 | 5  | 4  | 21 | 14  | 25 | 60 | -35 |
| 16. | BVV             | 30 | 3  | 4  | 23 | 10  | 27 | 76 | -49 |

#### Legenda
| Kleur | Kwalificatie voor                 |
| ----- | --------------------------------- |
|       | Promotie naar de Eredivisie       |
|       | Degradatie naar de Tweede divisie |

### Uitslagen
|                 | BVV   | DHC   | EVV   | ELI   | ENB   | EXC   | FVL   | RBC   | SHS   | SIT   | TEL   | VEE   | VLX   | VWK   | VVV    | WIL   |
| --------------- | ----- | ----- | ----- | ----- | ----- | ----- | ----- | ----- | ----- | ----- | ----- | ----- | ----- | ----- | ------ | ----- |
| BVV             |       | 0 – 2 | 0 – 1 | 2 – 4 | 2 – 5 | 1 – 2 | 3 – 0 | 1 – 1 | 0 – 4 | 1 – 2 | 0 – 1 | 1 – 3 | 1 – 2 | 1 – 0 | 1 – 1  | 1 – 0 |
| DHC             | 1 – 1 |       | 3 – 1 | 4 – 1 | 1 – 2 | 1 – 3 | 1 – 1 | 0 – 0 | 2 – 1 | 0 – 0 | 2 – 1 | 1 – 1 | 1 – 1 | 2 – 1 | 1 – 1  | 3 – 6 |
| Eindhoven       | 2 – 1 | 5 – 4 |       | 2 – 0 | 4 – 3 | 4 – 0 | 1 – 0 | 1 – 1 | 2 – 4 | 0 – 2 | 1 – 1 | 2 – 1 | 5 – 0 | 1 – 3 | 10 – 1 | 3 – 0 |
| Elinkwijk       | 5 – 2 | 1 – 4 | 0 – 1 |       | 3 – 1 | 2 – 2 | 5 – 0 | 1 – 1 | 2 – 1 | 2 – 2 | 2 – 0 | 0 – 2 | 2 – 0 | 1 – 0 | 5 – 1  | 3 – 3 |
| Enschedese Boys | 4 – 1 | 3 – 3 | 0 – 1 | 1 – 1 |       | 1 – 1 | 1 – 0 | 0 – 5 | 2 – 4 | 1 – 0 | 0 – 2 | 3 – 1 | 0 – 1 | 3 – 4 | 8 – 0  | 0 – 7 |
| Excelsior       | 3 – 0 | 2 – 0 | 4 – 1 | 2 – 3 | 3 – 2 |       | 3 – 3 | 4 – 1 | 0 – 2 | 1 – 6 | 0 – 0 | 2 – 2 | 0 – 1 | 2 – 2 | 0 – 2  | 3 – 1 |
| Fortuna         | 1 – 0 | 2 – 1 | 0 – 2 | 1 – 4 | 5 – 2 | 1 – 1 |       | 2 – 1 | 1 – 2 | 0 – 3 | 0 – 1 | 0 – 1 | 1 – 2 | 0 – 1 | 0 – 1  | 0 – 2 |
| RBC             | 5 – 2 | 0 – 1 | 1 – 0 | 1 – 2 | 0 – 0 | 1 – 2 | 5 – 0 |       | 1 – 1 | 2 – 0 | 0 – 0 | 2 – 2 | 0 – 0 | 0 – 3 | 0 – 0  | 6 – 2 |
| SHS             | 3 – 0 | 5 – 2 | 1 – 0 | 1 – 1 | 1 – 1 | 4 – 1 | 2 – 0 | 1 – 0 |       | 1 – 3 | 2 – 3 | 1 – 3 | 3 – 2 | 2 – 1 | 2 – 1  | 3 – 3 |
| Sittardia       | 6 – 2 | 1 – 3 | 3 – 2 | 1 – 3 | 5 – 1 | 4 – 0 | 3 – 0 | 2 – 1 | 3 – 0 |       | 2 – 1 | 4 – 0 | 6 – 1 | 1 – 0 | 1 – 2  | 2 – 1 |
| Telstar         | 4 – 1 | 1 – 2 | 1 – 2 | 1 – 0 | 5 – 0 | 2 – 1 | 1 – 0 | 2 – 1 | 0 – 1 | 0 – 0 |       | 3 – 1 | 3 – 0 | 0 – 1 | 0 – 0  | 3 – 1 |
| Veendam         | 1 – 1 | 0 – 0 | 1 – 3 | 3 – 1 | 3 – 2 | 0 – 1 | 3 – 4 | 3 – 2 | 2 – 1 | 1 – 3 | 2 – 3 |       | 0 – 3 | 1 – 4 | 4 – 0  | 2 – 3 |
| Velox           | 4 – 1 | 2 – 2 | 1 – 1 | 1 – 1 | 5 – 2 | 1 – 1 | 2 – 2 | 3 – 0 | 1 – 1 | 2 – 0 | 1 – 2 | 1 – 1 |       | 1 – 1 | 3 – 0  | 1 – 0 |
| De Volewijckers | 2 – 0 | 3 – 3 | 3 – 2 | 4 – 1 | 4 – 6 | 1 – 1 | 3 – 0 | 2 – 0 | 3 – 1 | 1 – 3 | 0 – 0 | 0 – 2 | 0 – 2 |       | 2 – 1  | 1 – 0 |
| VVV             | 3 – 0 | 0 – 1 | 0 – 0 | 6 – 2 | 1 – 4 | 1 – 1 | 1 – 0 | 1 – 2 | 0 – 1 | 1 – 1 | 1 – 1 | 5 – 1 | 0 – 4 | 2 – 2 |        | 3 – 6 |
| Willem II       | 4 – 0 | 5 – 0 | 3 – 2 | 2 – 2 | 4 – 1 | 1 – 2 | 2 – 1 | 0 – 1 | 2 – 2 | 1 – 3 | 0 – 2 | 3 – 0 | 5 – 1 | 2 – 2 | 3 – 2  |       |

## Topscorers
| #  | Naam               | Club            | Goal |
| -- | ------------------ | --------------- | ---- |
| 1. | Henk Leusink       | Enschedese Boys | 28   |
| 2. | Piet Boogaard      | De Volewijckers | 22   |
| 3. | Willy Dullens      | Sittardia       | 18   |
|    | Frans Guns         | Sittardia       | 18   |
| 5. | Chris Geutjes      | Elinkwijk       | 17   |
|    | Leen de Visser     | SHS             | 17   |
| 7. | Frits Louer        | Willem II       | 16   |
| 8. | Toon Meerman       | Excelsior       | 15   |
|    | Willem van Hanegem | Velox           | 15   |
|    | Gerard Désar       | RBC             | 15   |
|    | Arie de Oude       | VVV             | 15   |

BVV ·
DHC ·
Elinkwijk ·
Enschedese Boys ·
Eindhoven ·
Excelsior ·
Fortuna ·
RBC ·
SHS ·
Sittardia ·
Telstar ·
Veendam ·
Velox ·
De Volewijckers ·
VVV ·
Willem II
Eerste klasse

1955/56

Eerste divisie

1956/57 · 1957/58 · 1958/59 · 1959/60 · 1960/61 · 1961/62 · 1962/63 · 1963/64 · 1964/65 · 1965/66 · 1966/67 · 1967/68 · 1968/69 · 1969/70 · 1970/71 · 1971/72 · 1972/73 · 1973/74 · 1974/75 · 1975/76 · 1976/77 · 1977/78 · 1978/79 · 1979/80 · 1980/81 · 1981/82 · 1982/83 · 1983/84 · 1984/85 · 1985/86 · 1986/87 · 1987/88 · 1988/89 · 1989/90 · 1990/91 · 1991/92 · 1992/93 · 1993/94 · 1994/95 · 1995/96 · 1996/97 · 1997/98 · 1998/99 · 1999/00 · 2000/01 · 2001/02 · 2002/03 · 2003/04 · 2004/05 · 2005/06 · 2006/07 · 2007/08 · 2008/09 · 2009/10 · 2010/11 · 2011/12 · 2012/13 · 2013/14 · 2014/15 · 2015/16 · 2016/17 · 2017/18 · 2018/19 · 2019/20 · 2020/21 · 2021/22 · 2022/23 · 2023/24 · 2024/25

Eredivisie · Eerste divisie · Johan Cruijff Schaal · KNVB Beker · Play-offs